# Nabożeństwo
Nabożeństwo – forma modlitewnego zgromadzenia wiernych danego wyznania. Sens teologiczny nabożeństwa w protestantyzmie i katolicyzmie jest odmienny.

## Katolicyzm
W katolicyzmie nabożeństwem nazywamy wspólne modlitwy, które są przejawem religijności lokalnej społeczności, i – w przeciwieństwie do liturgii – nie są oficjalnymi ceremoniami Kościoła, choć mogą być odprawiane z polecenia papieża lub miejscowego biskupa. Powinny prowadzić do lepszego przeżywania liturgii – sakramentów i sakramentaliów. Niektóre z nich mają związek z okresem liturgicznym, inne – z konkretnym miesiącem, pozostałe są odprawiane przez cały rok.
Nabożeństw nie powinno się łączyć z liturgią, choć czasem pewnym nabożeństwom towarzyszą akty liturgiczne (np. po nabożeństwie różańcowym kapłan może pobłogosławić wiernych Najświętszym Sakramentem).
Niektóre nabożeństwa katolickie to:
- nabożeństwo różańcowe[1]
- Koronka do Miłosierdzia Bożego
- Nowenna do Matki Bożej Nieustającej Pomocy[2]
- nabożeństwo majowe[3]
- nabożeństwo czerwcowe[4]
- Gorzkie żale (znane tylko w Polsce)
- Droga krzyżowa
- Nabożeństwo trzech godzin Agonii Chrystusa, naszego Zbawiciela
- triduum eucharystyczne (nabożeństwo czterdziestogodzinne)[5]
- adoracja Najświętszego Sakramentu
- nieszpory ludowe
- procesja Bożego Ciała
- procesja rezurekcyjna.

## Protestantyzm
W protestantyzmie wierni gromadzą się na nabożeństwie tylko w imię Jezusa Chrystusa, a nabożeństwo ma charakter publiczny. Oznacza to, że jest ono odprawiane przez cały zbór (wspólnotę) i dla całego zboru. Protestanckie nabożeństwo zatem nie jest odprawiane w prywatnej intencji ani za zmarłych i nigdy za wstawiennictwem Marii lub świętych.
Dla przykładu w Kościele ewangelicko-augsburskim (luterańskim) możemy spotkać:
- nabożeństwo adwentowe (w Adwencie)
- nabożeństwo niedzielno-świąteczne (ze spowiedzią i Komunią Świętą)
- nabożeństwo pasyjne (w okresie Wielkiego Postu).